# Véhicule à faible consommation énergétique
Un véhicule à faible consommation énergétique est un véhicule permettant d'économiser du carburant ou de l'énergie par rapport à des véhicules dits "standards", selon le mode de propulsion utilisée : moteur thermique ou énergie alternative (énergie solaire, par exemple). La définition de "faible consommation énergétique" reste donc relative à la consommation des véhicules standards d'une période donnée. Par exemple, actuellement, certains moteurs hybrides permettent en moyenne de doubler l'autonomie des véhicules dotés de tels moteurs par rapport aux véhicules non-dotés de tels moteurs. Cette définition n'inclut évidemment pas les véhicules à propulsion humaine (vélo, voilier, etc.). 

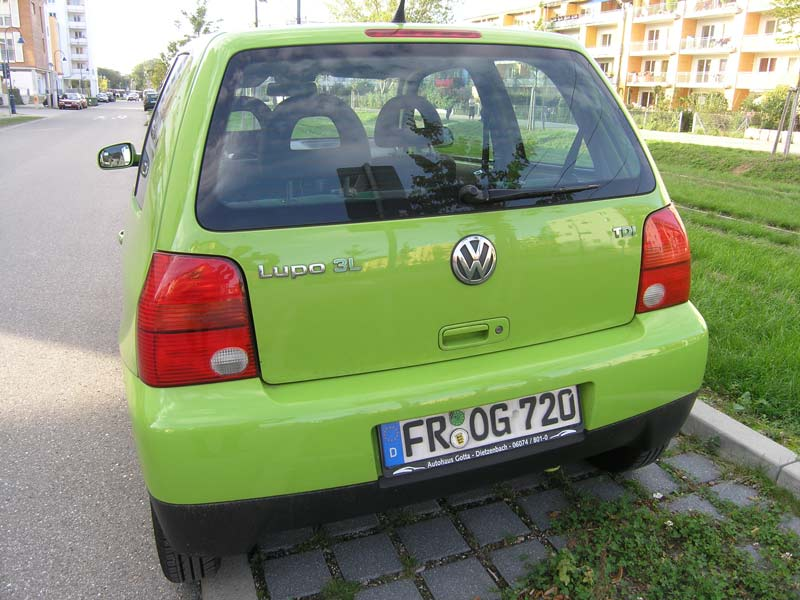
3 l-voiture

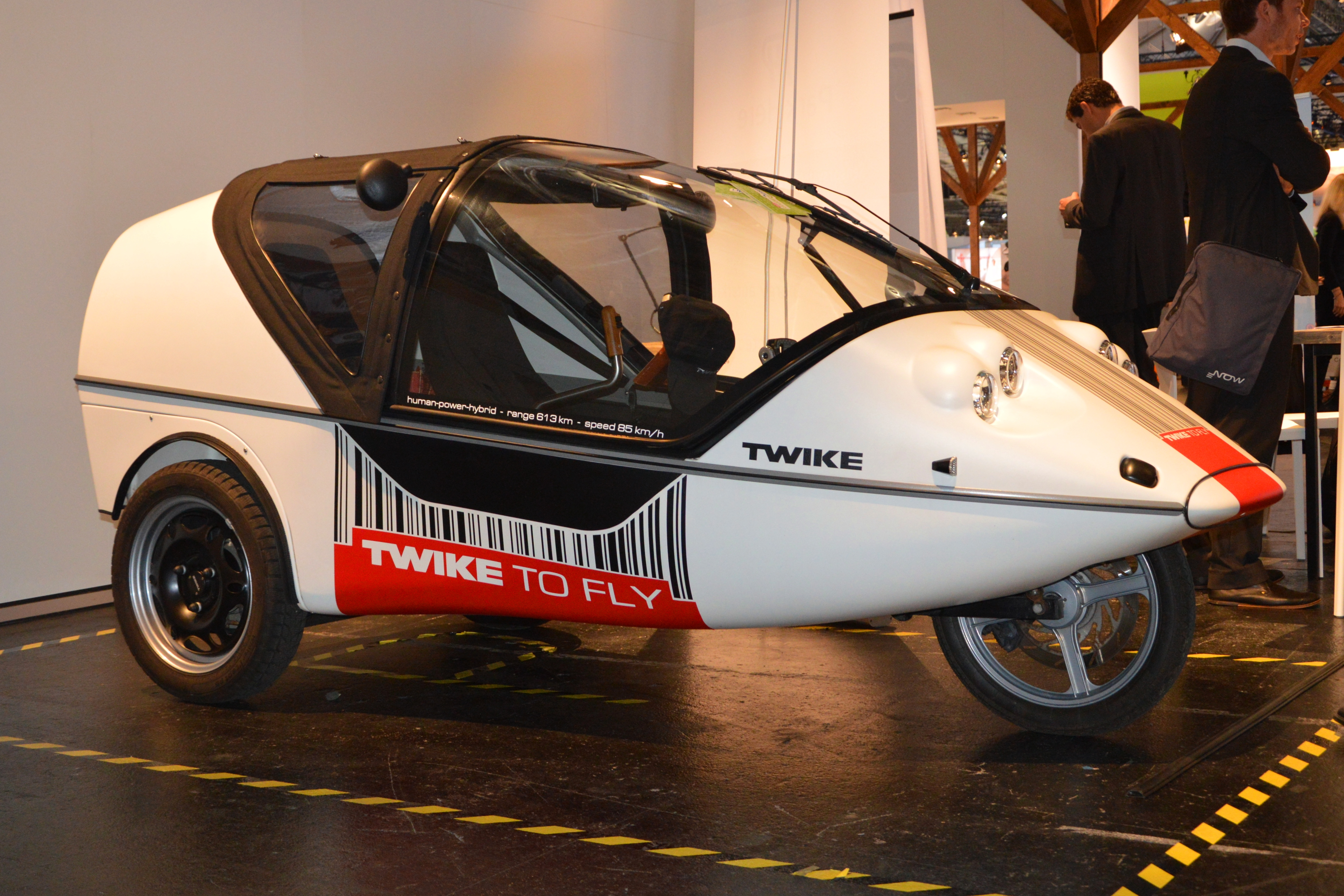
LEV Twike

## Description
Les véhicules à faible consommation, par leur fonctionnement même, et lorsqu'il s'agit de moteurs à propulsion thermique, permettent ainsi de diminuer la pollution atmosphérique (notamment les émissions de CO2); les véhicules à faible consommation sont ainsi une forme de véhicules propres (lorsque le mode de propulsion n'est pas déjà "propre" -énergie solaire par exemple). Sur le long terme, ils permettent également des économies financières pour les consommateurs, mais nécessitent un investissement de départ relativement important, bien que ces véhicules soient de plus en plus abordables. 
Les véhicules à faible consommation, notamment les voitures, ont connu un important développement dans l'industrie au cours des dernières années, après des recherches entamées vers le milieu des années 1990.  Aujourd'hui, la production de ce genre de véhicules, avec la diminution des ressources pétrolières, est devenue un enjeu pour les industriels. Une association entre BMW, Daimler Chrysler et General Motors a notamment permis l'investissement de plus d'un milliard d'euros dans ce type de production. 
Au cours des dernières années, l'investissement dans ce type de propulsion a fortement augmenté, permettant le développement de véhicules à moteur hybride.
Les gouvernements s'impliquent également dans le développement de ce genre de véhicules, notamment pour la lutte contre la pollution, en proposant des aides aux consommateurs désirant acquérir ce type d'engins.
Les véhicules à faible consommation ne se limitent pas aux voitures. Le Boeing 787 consomme ainsi en théorie 20 % de moins que les avions plus anciens.